# フォークナー郡 (アーカンソー州)
フォークナー郡（英: Faulkner County）は、アメリカ合衆国アーカンソー州の中央部に位置する郡である。人口は12万3498人（2020年）。郡庁所在地はコンウェイであり、同郡で人口最大の都市である。
フォークナー郡はリトルロック都市圏に属している。

## 歴史
フォークナー郡は1873年4月12日に、コンウェイ郡とプラスキ郡の一部を合わせて州内31番目の郡として設立され、郡名は人気のあるバイオリン曲「アーカンソーの旅人」を作曲したサンフォード・C・"サンディ"・フォークナー大佐に因んで名付けられた。

## 地理
アメリカ合衆国国勢調査局に拠れば、郡域全面積は664.01平方マイル (1,719.8 km2)であり、このうち陸地647.38平方マイル (1,676.7 km2)、水域は16.63平方マイル (43.1 km2)で水域率は2.50％である。

### 主要高規格道路
- 州間高速道路40号線
- アメリカ国道64号線
- アメリカ国道65号線
- アーカンソー州道25号線
- アーカンソー州道36号線
- アーカンソー州道60号線
- アーカンソー州道89号線

### 隣接する郡
- クリバーン郡 - 北東
- ホワイト郡 - 東
- ロノーク郡 - 南東
- プラスキ郡 - 南
- ペリー郡 - 南西
- コンウェイ郡 - 西
- ヴァンビューレン郡 - 北西

## 人口動態

2000人口ピラミッド

以下は2000年国勢調査による人口統計データである。
| 基礎データ - 人口: 86,014人 - 世帯数: 31,882 世帯 - 家族数: 22,444 家族 - 人口密度: 51人/km2（133人/mi2） - 住居数: 34,546軒 - 住居密度: 21軒/km2（53軒/mi2） 人種別人口構成 - 白人: 88.33% - アフリカン・アメリカン: 8.48% - ネイティブ・アメリカン: 0.52% - アジア人: 0.72% - 太平洋諸島系: 0.03% - その他の人種: 0.68% - 混血: 1.23% - ヒスパニック・ラテン系: 1.75% 年齢別人口構成 - 18歳未満: 25.6% - 18-24歳: 15.3% - 25-44歳: 30.1% - 45-64歳: 19.5% - 65歳以上: 9.5% - 年齢の中央値: 31歳 - 性比（女性100人あたり男性の人口） - 総人口: 95.5 - 18歳以上: 92.3 | 世帯と家族（対世帯数） - 18歳未満の子供がいる: 35.7% - 結婚・同居している夫婦: 56.7% - 未婚・離婚・死別女性が世帯主: 10.2% - 非家族世帯: 29.6% - 単身世帯: 22.5% - 65歳以上の老人1人暮らし: 6.9% - 平均構成人数 - 世帯: 2.57人 - 家族: 3.04人 収入と家計 - 収入の中央値 - 世帯: 38,204米ドル - 家族: 45,946米ドル - 性別 - 男性: 32,288米ドル - 女性: 24,428米ドル - 人口1人あたり収入: 17,988米ドル - 貧困線以下 - 対人口: 12.5% - 対家族数: 7.9% - 18歳未満: 12.9% - 65歳以上: 12.0% |

## 都市と町
- コンウェイ - 郡庁所在地
- グリーンブライア
- ホランド
- メイフラワー
- クィットマン

### 町
- ダマスカス
- エノラ
- ガイ
- マウントバーノン
- ツイングローブズ
- ビロニア
- ウースター

## 郡区
アーカンソー州の郡はさらに郡区に小区分されている。各郡区には未編入領域と、編入済み自治体がある。現代の郡区にはその維持目的が限られたものになっている。アメリカ合衆国国勢調査局は郡区を元に人口を集計している。また系図調査など歴史的な目的には価値がある。1つ以上の郡区に入っている町や都市は統計調査に基づいて扱われる。フォークナー郡の郡区は下記リストの22区である。
- ベネディクト（コンウェイの部分）
- ベントン
- ブリストル
- キャドロン（コンウェイの大半）
- カリフォーニア（ガイ）
- クリフトン（ウースター）
- サイプレス（ビロニアの大半）
- ダンリー（メイフラワーの大半）
- イーグル（ビロニアの小部分）
- イーストフォーク
- エノラ（エノラの大半）
- ハーディン（グリーンブライア）
- ハーブ（ホランド、エノラの小部分）
- マシューズ
- マウンテン
- マウントバーノン（マウントバーノン）
- ニュートン
- パラーム（ビロニアの部分）
- パインマウンテン（コンウェイの部分、メイフラワーの部分）
- ユニオン
- ウォーカー（ツイングローブ、ダマスカスの小部分）
- ウィルソン